# Michael Grünberger
Michael Grünberger (ur. w 1964 roku) – austriacki skeletonista, dwukrotny medalista mistrzostw świata.

## Kariera
Największy sukces w karierze osiągnął w 1990 roku, kiedy zdobył złoty medal na mistrzostwach świata w Königssee. W zawodach tych wyprzedził bezpośrednio swego rodaka, Andiego Schmida oraz Gregora Stähliego ze Szwajcarii. Na rozgrywanych rok później mistrzostwach świata w Igls był trzeci, ulegając tylko Christianowi Auerowi i Schmidowi. Ponadto w sezonach 1990/1991 i 1995/1996 zajmował drugie miejsce w klasyfikacji generalnej Pucharu Świata. Nigdy nie wystąpił na igrzyskach olimpijskich.
Po zakończeniu kariery został trenerem. Prowadził między innymi reprezentację Szwajcarii.